# Orthetrum villosovittatum
Orthetrum villosovittatum är en trollsländeart som först beskrevs av Brauer 1868.  Orthetrum villosovittatum ingår i släktet Orthetrum och familjen segeltrollsländor. Inga underarter finns listade i Catalogue of Life.

## Bildgalleri

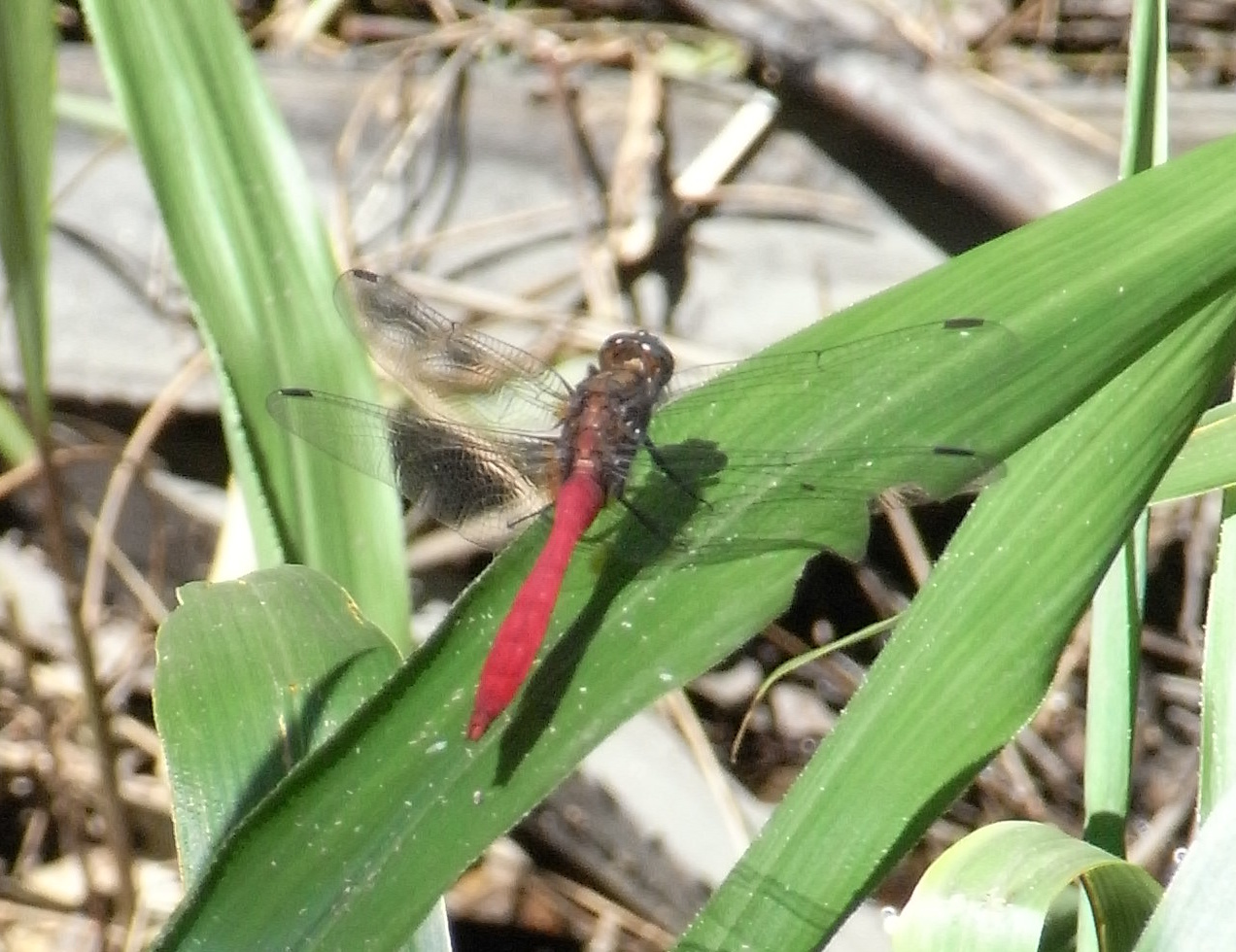
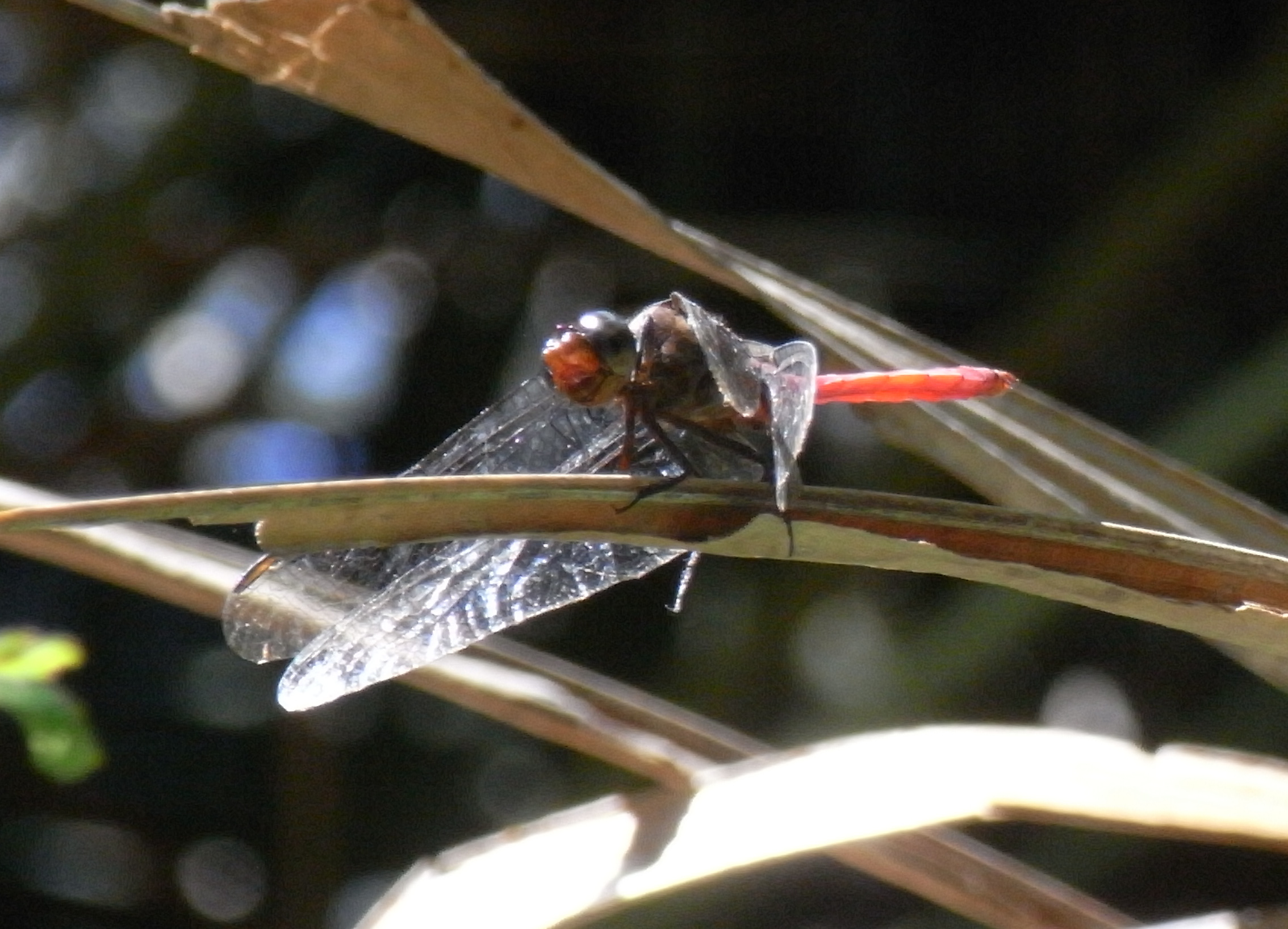
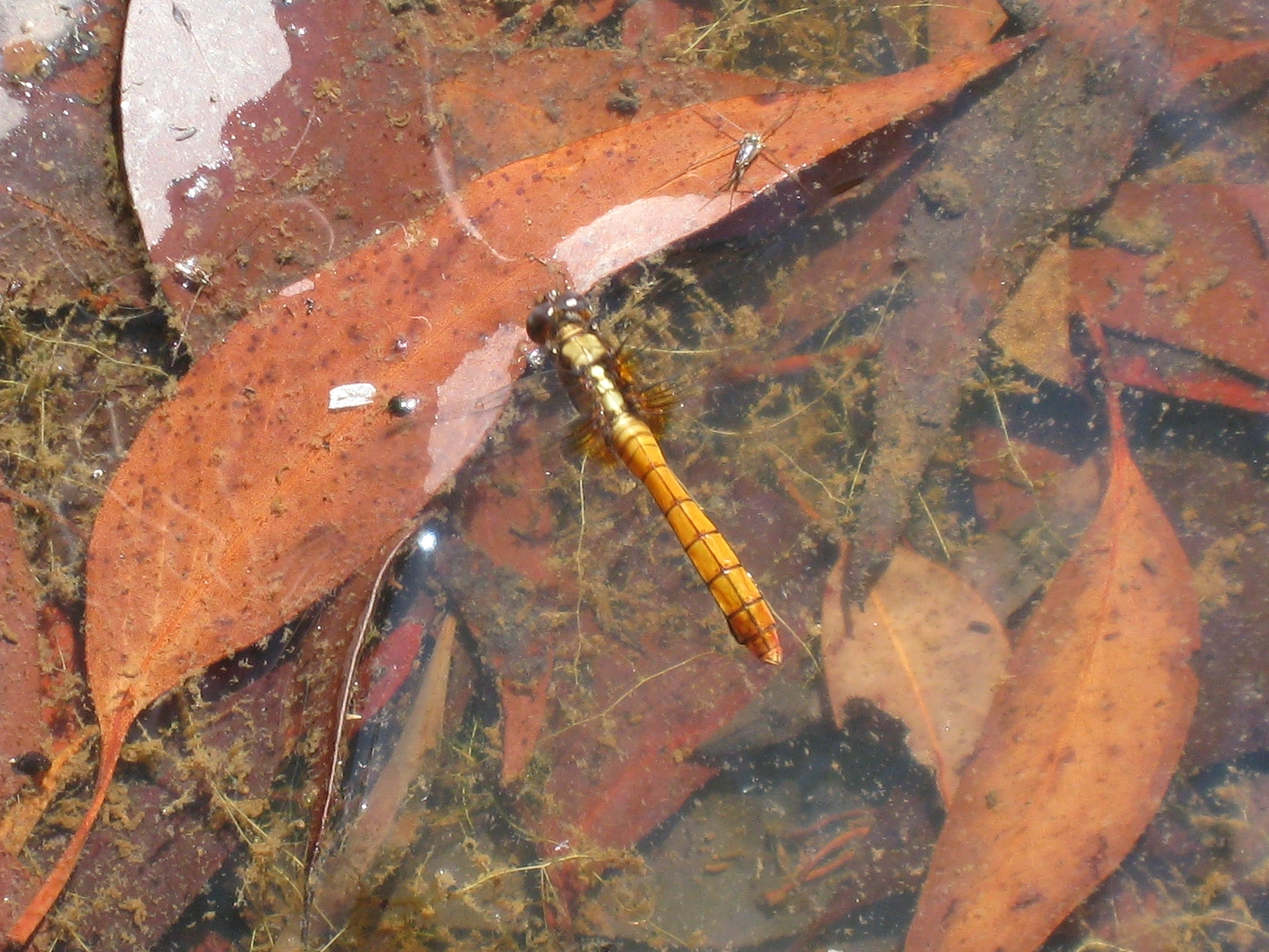
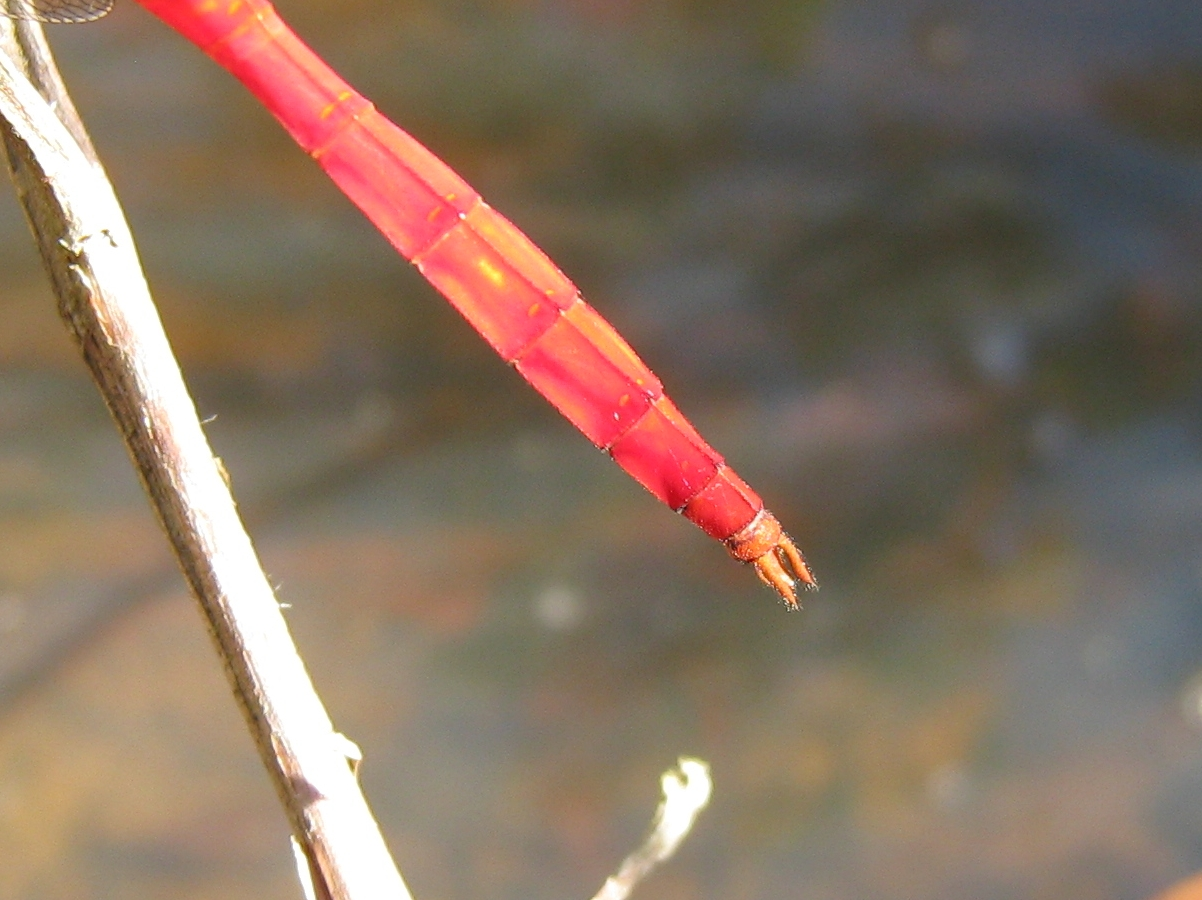
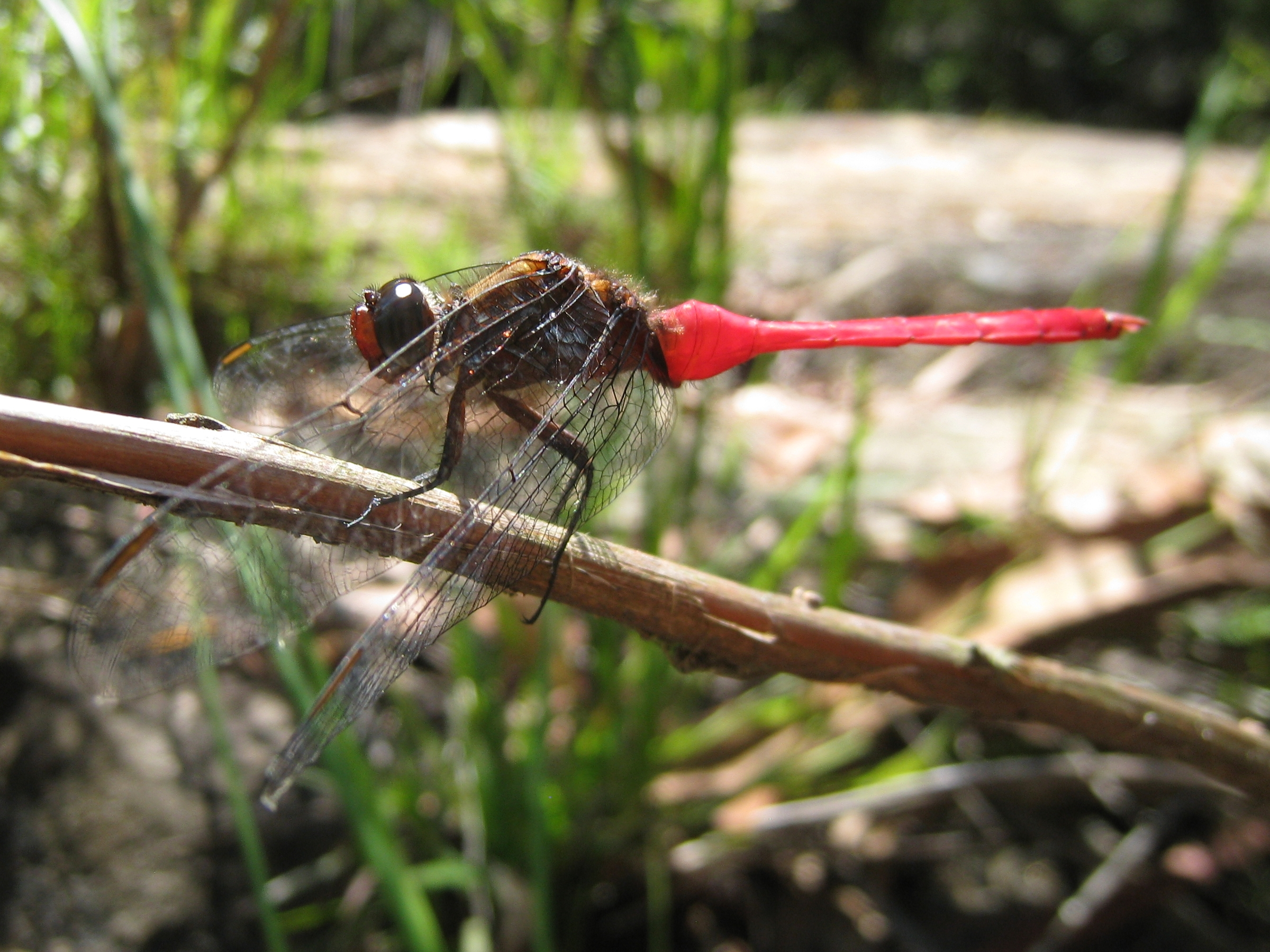
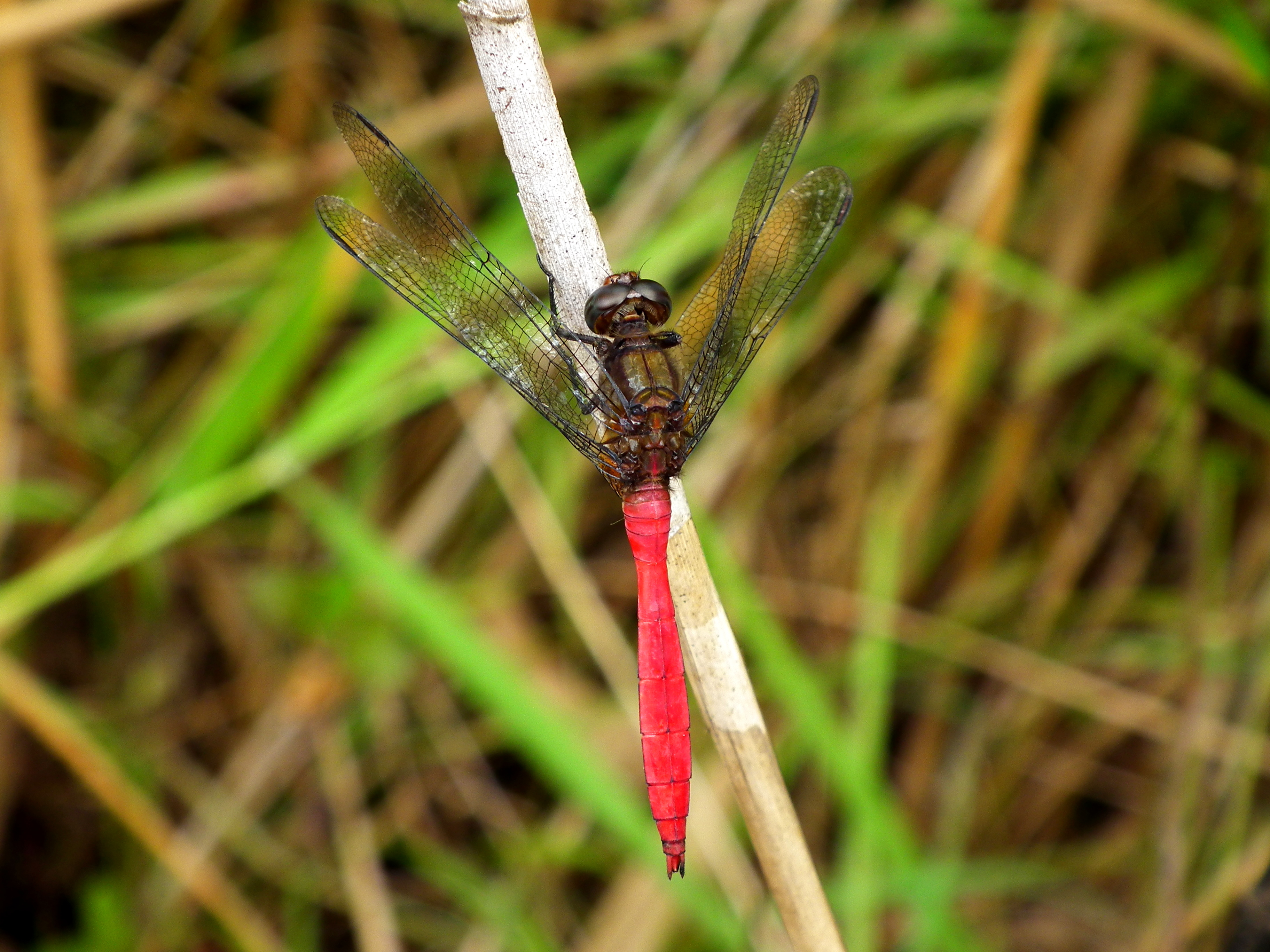